# Петик и Санос
Братья Петро́с (Пети́к) (XVI век, Джульфа — 1627, 1632, 1634 или после 1638, Алеппо) и Сано́с (XVI век, Джульфа — 1640, ?) — влиятельные армянские купцы и откупщики (сборщики налогов) в Османской империи (главным образом в Алеппо) в конце XVI и начале XVII века. Торговые магнаты (джульфинские ходжи), высокопоставленные таможенники. Покровители армянской общины.
Ходжа Петик — богатейший купец Алеппо, монополизировавший в нём шёлковую торговлю. Управляющий всеми городскими караван-сараями и общественными банями, а также другими учреждениями Алеппо. Начальник таможни всей Османской Сирии, а затем и Эрзурума. Под его контролем находилась обширная торговая сеть от Индии до Амстердама. Ходжа Санос — также начальник таможни Эрзурума, а после казни брата и до своей казни — Алеппо. Среди исследователей есть разногласия касательно обстоятельств, при которых братья приобрели своё большое состояние, а с ним и исключительную власть в городе, однако они сходятся на том, что их деятельность является примечательным положительным периодом в истории армянской общины Алеппо. Причины казней Петика и Саноса до сих пор остаются невыясненными.

## Имена и титулы

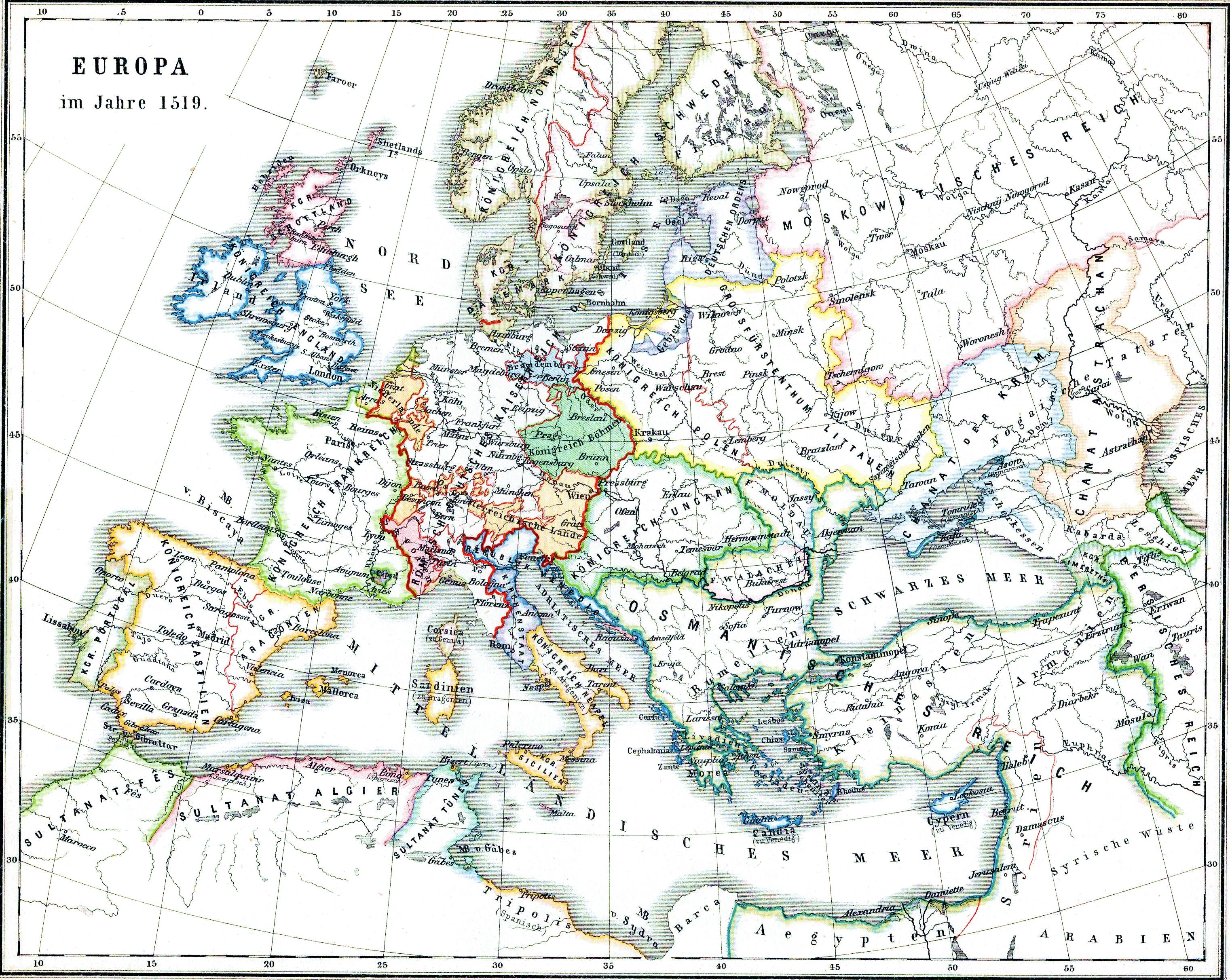
Карта «Европа в 1519 году»; в правом нижнем углу обозначена территория Западной Армении (Armenien), а также расположение городов Эрзурум (Erzirum) и Алеппо (Haleb) (Генрих Киперт, 1879 год)

В источниках братья упоминаются по-разному. Имя Петик — уменьшительное от имени Петрос. Часто его имя передаётся как Бедиг или Бедик, диминутивами от западноармянской формы имени Бедрос, соответствующей восточноармянской форме Петрос. Имя Саноса упоминается также в написании Sonos; также он упоминается с именем Степанос.
Имена обоих братьев упоминаются в источниках с титулом ходжа (перед именем), титулом челеби (с прописной; обычно после имени, но иногда и перед) и даже с двумя титулами сразу (ходжа перед именем, челеби — после). Такое двойное титулование братьев объясняется историком Акопом Барсумяном тем, что их деятельность пришлась на период семантического стирания границ между титулами ходжа и челеби в среде османских армян. В связи с участившимся и повсеместным употреблением титула ходжа происходило его обесценивание в армянских купеческих кругах Османской империи, и некоторое время наблюдалось использование армянскими ходжами обоих титулов. Впоследствии сыновья османских ходжей массово переходили на титул челеби целиком, который воспринимался ими как более престижный. Так, например, сын Саноса именовался Сканда́р Челеби.
Оба брата также упоминаются под прозвищами Карагёзоглу (османист Александер де Гроот считал, а вместе с ним и Эль-Мударрис и Сэлмон, что родовая фамилия семьи была Карагёз). Петик также упоминается как Бедрос аль-Аджами (ʿajami — название персидских армян, в частности и джульфинцев).

## Происхождение и Алеппо тех лет
Петик был сыном Киракоса — армянского купца, переехавшего из Джульфы в Алеппо. Петик имел как минимум двух братьев, одного из которых звали ходжа Санос. Братья были родом из Джульфы, процветающего армянского купеческого города (крупного центра левантийской торговли шёлком-сырцом), значительную часть населения которого составляли торговцы (ныне город в Нахичеванской Автономной Республике, Азербайджан). По словам историка-востоковеда Брюса Мастерса, они «были среди джульфинских армян, поселившихся в Алеппо в первой половине семнадцатого века».
Ещё до полного разорения города в 1605 году (см. статью Великий сургун) местные купцы постепенно мигрировали из Джульфы в другие земли из-за нарастающих грабежей и агрессии со стороны Турции и Персии. Первое упоминание о джульфинцах в Алеппо относится к последней четверти XV века; передвигаясь на вьючных животных, они продавали в основном искусственный шёлк и лён как в городе, так и в соседних деревнях. Уже в XVI веке ключевую роль в городе начали играть именно армянские торговцы. К середине XVI века джульфинцы (или, как их ещё называли, «аревелци́» — в переводе с армянского «восточные», для отличия их от армян из Киликии и Западной Армении) заняли видное положение в управлении местной армянской общиной и в международной торговле города. Лишь спустя два столетия их потеснили армяне-купцы из анатолийских городов. Авторитетных армянских торговых магнатов, особенно из Персии, называли ходжами. Наибольший расцвет купечества и светско-церковной организации армянской общины Алеппо пришёлся на период с XVI по XVIII век и был вызван присутствием в ней джульфинцев. В этот период даже киликийский католикос Азария, сам уроженец Джульфы, избранный при поддержке джульфинцев, переехал со своей резиденцией из Сиса в Алеппо, что значительно усилило чувство гражданской гордости среди местных армян.
Алеппо того времени — третий по величине город в Османской империи после Стамбула (Константинополя) и Каира. Располагаясь на Шёлковом пути и будучи одним из важнейших центров международной торговли, город привлекал венецианских, голландских, английских, французских, немецких и других европейских купцов, которые основывали в нём свои колонии. В первой половине XVI века город стал самым важным центром экспорта иранского шёлка-сырца в Европу благодаря османо-европейским договорам и оставался таковым до XVII века. Из-за большого объёма коммерческой деятельности в городе возникла необходимость в строительстве множества ханов (Симеон Лехаци называет цифру в 365 ханов, не считая «франкские ханы, где сидят послы»), которые служили постоялыми дворами, биржами и складскими помещениями для иностранных торговцев.

## Деятельность

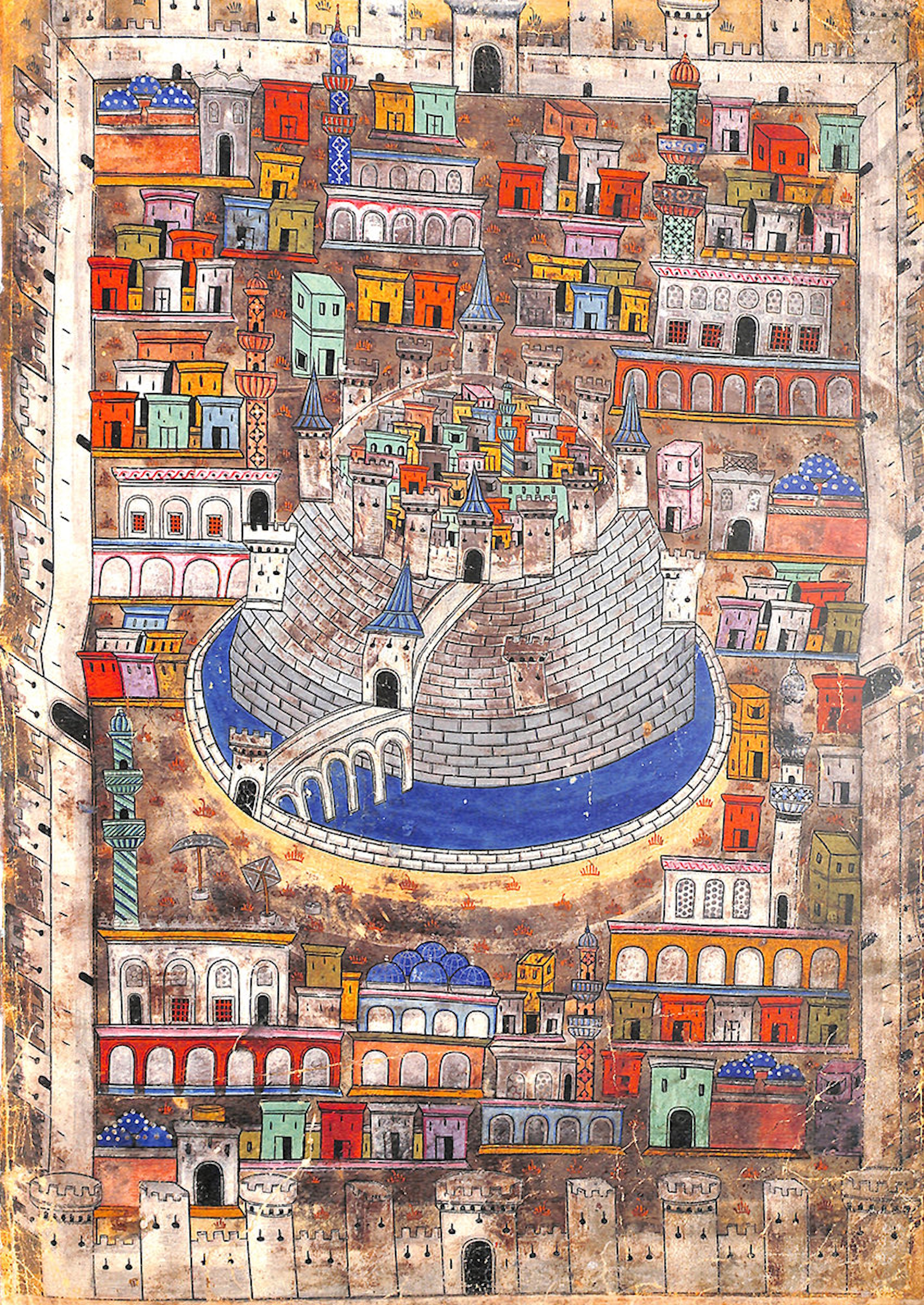
Алеппо, ок. 1535 (миниатюра из «Меназилнаме» Матракчи Насуха)

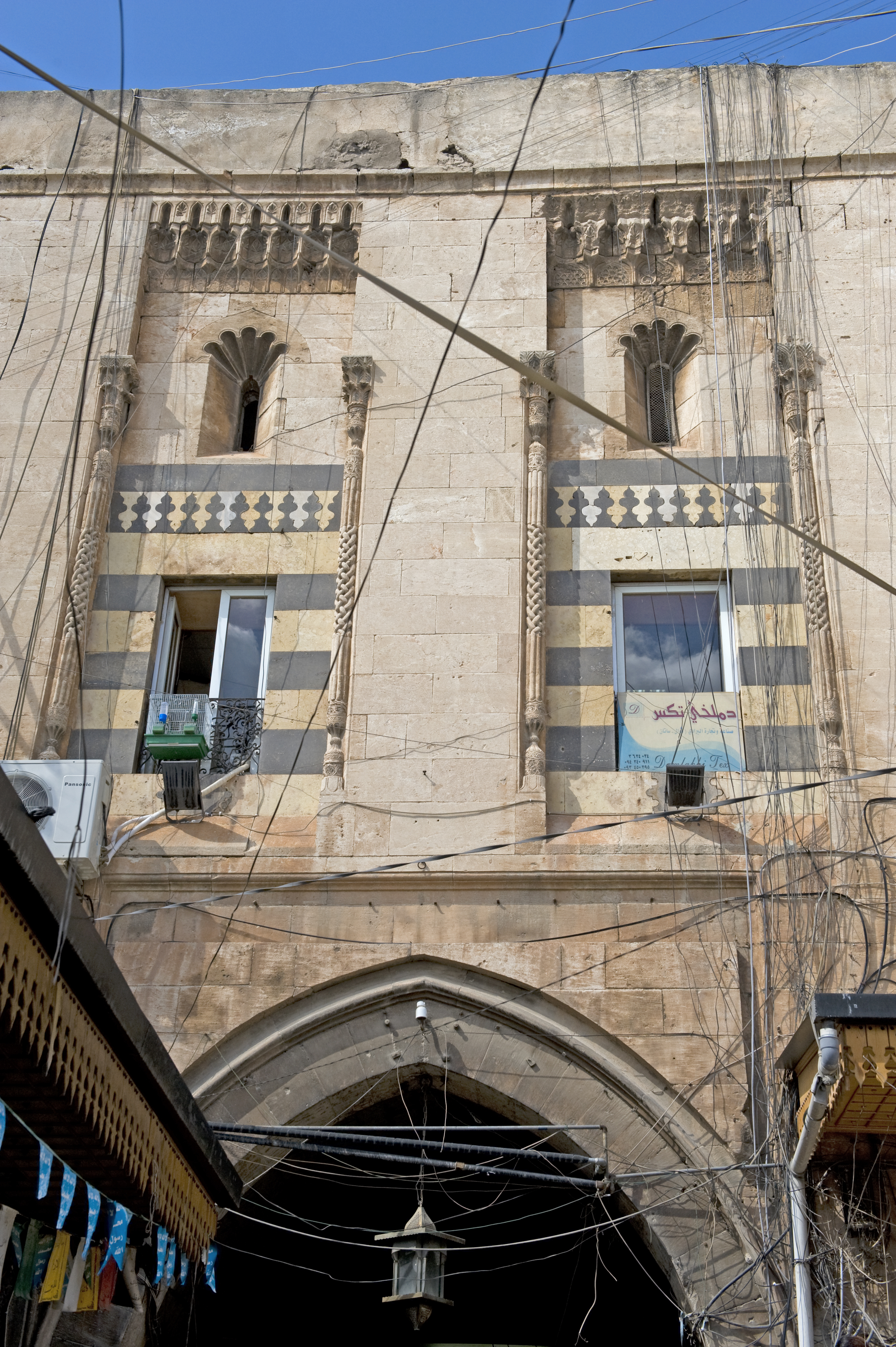
Хан аль-Гюмрюк — центр международных торговцев в Алеппо в того периода

### Монополия торговли шёлком
Ходжи Петик и Санос являются самыми видными джульфинскими магнатами начала расцвета алеппской армянской общины. В Алеппо Петик основал предприятие, которое вело торговлю шёлком между Европой и Османской империей. Со временем они с Саносом монополизировали поставки шёлка, и приблизительно с 1590 по 1632 год венецианские, испанские, французские, английские и голландские купцы в Алеппо вели торговлю этим товаром исключительно с их торговым предприятием. Огромную торговую сеть Петика и его братьев составляли коммерческие учреждения в Анатолии, Персии и Индии, обеспечивая им поставки шёлка-сырца и распространение в обмен производственных товаров из Европы. Основными рынками сбыта шёлка и текстиля являлись голландский и итальянский. Ходжа Санос был помощником брата, когда тот начал приобретать у государства прибыльные должности в Алеппо. Впоследствии Петик занимал множество различных официальных либо полуофициальных должностей и был вовлечён в большое количество деловых вопросов. Источники его доходов были настолько разнообразны, что его бухгалтерские книги содержали до двадцати четырёх статей одновременно, среди которых были «таможенные [пошлины], осмотр рынков, охрана общественного порядка, ханы, общественные бани» и другие.
Ходжа Петик стал самым богатым купцом Алеппо и приносил существенный доход государственной казне. Масштабной предпринимательской деятельности джульфинца значительно способствовали его служба управляющим ханами, банями и другими учреждениями Алеппо и в особенности пост начальника таможни всей османской Сирии, а именно главного таможенника (gümrükemini/emin-i gümrük/emin al-gümrük) Алеппо, Александретты и Триполи. В Триполи, важном порту Леванта, семья Петика десятилетиями занимала высокие посты. Будучи основным контактным лицом для всех торговцев в Алеппо, ходжа Петик начал играть ключевую роль в торговле города с Европой. Оба брата также были сборщиками налогов. Обладая таким социальным положением, Петик также имел тесные контакты с Высокой Портой и дворцом султана в Константинополе. Историк Артавазд Сурмеян, а за ним и Керам Кевонян называют Петика также субаши Алеппо, однако историк Аведис Санджян считал, что это «утверждение, похоже, основано на некотором недоразумении», так как эта должность была зарезервирована за агой или кетхудой местных янычар. Согласно историку Элиз Семерджян, большое состояние братья приобрели лишь в результате получения контроля над таможней города после восстания курдского вождя Али Джанбулада. Грисволд считал, что семьи Петика и Джанбулада должны были быть знакомы.
Основные европейские торговые контакты ходжи Петика приходились на Нидерланды, и даже поговаривали, что он является их официальным торговым представителем в городе. Этот факт объясняется существованием в Амстердаме активной армянской общины, большинство которой также составляли джульфинцы. Сделки Петика и Саноса с голландскими предприятиями проходили через Корнелиса Пау, голландского консула в Алеппо.

### Контроль над таможней
Петик занимал пост главного таможенника несколько раз. Сначала, как пишет Мастерс, он откупил его в 1612 году на девять лет, но при неизвестных обстоятельствах уже в 1614 году ненадолго был вытеснен евреем Мусой ибн Исхаком. Так наметилось соперничество между Петиком и Мусой. Ходжа Петик вернул себе должность в 1616 году, в чём сыграло роль, по мнению Мастерса, установление им прямого контакта с голландским консулом. По данным Семерджян, он занимал его до 1627 года (согласно ей же, в этом году он был казнён). Согласно Кевоняну (и Акопу Карнеци), ходжа Санос в 1629 году взял на себя начальство таможней Эрзурума (столицы Западной Армении). Как описывает Барсумян, после работы в Сирии Петик был назначен Мурадом IV главным таможенником Эрзурума. Также, согласно этому историку, во время этой службы Петика два брата выкупили из рабства более тысячи армян, взятых в плен в качестве добычи «татарской армией», сражавшейся на стороне османов в войне против персов в 1638 году. Практика спасения армян, пленённых во время турецко-персидских войн, посредством их выкупа из рабства была распространённым явлением среди армянских ходжей как социального класса.
К 1616 году Петик стал напрямую вести переговоры с голландским консулом относительно размера тарифов, которые должны были уплачиваться Голландией в Алеппо. Как отмечает Мастерс, это было прямым нарушением полномочий со стороны Петика, предоставленных ему Портой. В 1613 году на Петика пожаловался венецианский консул в городе, со слов которого тот похвастался своей властью, заявив: «Я таможенник. Никто не посадит меня».

### Благотворительность
Братья играли важную роль в покровительстве армянской общине, подобно другим богатым джульфинцам. Ими было подарено много ритуальных ювелирных изделий церквям и проспонсировано написание множества Евангелий. В 1616 году они пожертвовали деньги на реконструкцию Церкви Сорока Мучеников, расширив её с сохранением старой части, чтобы она могла вместить больше верующих и католикоса. Эта масштабная реставрация подтверждает исключительную власть Петика и Саноса, так как расширение христианских храмов было запрещено Пактом Умара. Историк Камиль аль-Газзи приводит местный исторический анекдот, согласно которому проехавший через Алеппо султан Мурад IV в срочном порядке лично предоставил разрешение джульфинцам на расширение и обновление церквей: «Это молитвенное пространство было расширено в 1639 году Бедросом аль-Аджами, также известным как Ходжа Бедик, который получил разрешение от султана Мурад-хана после того, как пригласил его на трапезу, которая была подана в причудливых и дорогих китайских тарелках, а фарфор редко встречался за пределами его дома. После того, как султан закончил есть, Бедрос приказал своим слугам разбить фарфор, так что султан рассердился и спросил, почему он разбил фарфор. Бедрос сказал ему, что он ему больше не нужен, так как у него нет никого, подобного султану, кто достоин есть с них, и что он специально приготовил его для него. Султан был доволен, поэтому спросил его, чего тот хочет в награду. Бедрос попросил расширить старую и маленькую церковь, так как она была им недостаточно велика, и пристроить к ней [второй этаж] здания, на что султан согласился». Обычно же главным спонсором церковных реконструкций 1616 года считается Санос. Согласно Симеону Лехаци, «строителем был ходжа Санос», и две церкви (Сорока Мучеников и Святой Богородицы) «были заново обновлены и расширены, [стали] большими [и] обширными, куполообразными и сводчатыми, очень красивыми и привлекательными». Церкви Сорока мучеников были подарены армянские Евангелия, датированные 1615 года, написанные Варданом Лехаци из Львова и иллюстрированные Израилем из Амида для Ходжи Саноса. Санос также возвёл изысканный армянский собор в Эрзуруме несколько лет спустя.

### Казни братьев
Причины казней обоих ходжей остаются невыясненными. По предположению Семерджян, они могут быть связаны с жалобами европейских консулов на братьев и их чрезмерной властью. Некоторые авторы, такие как, например, Эль-Мударрис, Сэлмон и де Гроот, прямо указывают на непосредственную зависимость казни Петика от жалоб на него со стороны четырёх консулов — венецианского, английского, французского и голландского.
Ходжа Петик был обезглавлен в цитадели Алеппо, предположительно, по приказу султана Мурада IV (согласно де Грооту — великого визиря). Точный год его смерти остаётся дискуссионным вопросом среди арменистов. Санджян, Кевонян и Асланян датируют её 1632 годом, Ачарян — 1634-м. Семерджян, основываясь на османских архивах, называет 1627 год и считает, что к 1639 году (в приводимом аль-Газзи предании) Петик был уже мёртв. Тем не менее, согласно Барсумяну, в 1638 году он был ещё жив.
До 1640 года главным таможенником Алеппо продолжал быть Санос. Согласно Семерджян, его личное состояние было «необъятным». Всего за год до казни в его бухгалтерской книге, датированной 2 мухаррама 1049 года, можно обнаружить записи его довольно крупных сделок с иностранными торговцами. Основываясь на архивных материалах из Сирии, Мастерс отмечает, что в этом же году им было собрано 7934 гуруша с европейцев и 5406 с караванов, дополнительно было получено ещё и 4086 гурушей от гербового сбора (дамга). К тому же Саноса обвинили в вымогательстве нескольких тысяч гурушей у английских купцов. Для пополнения своих доходов Санос приобрёл на откуп ещё несколько должностей. По мнению Семерджян, дерзко превысив полномочия и будучи обвинёнными в вымогательстве, братья «переступили черту в отношениях с османскими властями». В 1640 году Санос был отстранён от должностей и, подобно брату, казнён. После него прибыльную должность начальника таможни Алеппо снова обрёл еврей Муса валад Исхак аль-Хахам, что ознаменовало падение гегемонии армян в торговле сирийских городов. Только через два века армяне вернут себе доминирующую роль в таможенных делах города.
Искендер (или Скандар), сын Саноса, был главным таможенником Алеппо в 1636 году и Багдада в 1646 году (после смерти своего отца).

### Оценки
Английский священник Левантийской компании Уильям Биддалф, посетивший Алеппо в 1600 году, и португальско-еврейский путешественник Педро Тейшейра, посетивший город пять лет спустя, отмечали крайнюю бедность местных христиан в сравнении с богатством еврейской общины; но оба были удивлены богатством и влиянием армян-джульфинцев в городе. Согласно историку Брюсу Мастерсу, в конце XVI — начале XVII века в Алеппо происходит армянский «культурный ренессанс, не имеющий себе равных в других общинах османских армян», вызванный спонсированием городскими ходжами миниатюристов, архитекторов и ремесленников. По словам Семерджян: «Хотя оба брата в конце концов были казнены, <…> их господство, пусть и непродолжительное, имеет историческое значение. Накопленное ими богатство было вложено в важнейшие городские проекты <…>. По численности [армянская] община составляла лишь малую долю христианского населения города, однако в начале семнадцатого века она обладала необычайной властью». Историк-искусствовед Эгнар Уотенпо рассматривает реконструкцию Церкви Сорока Мучеников ходжой Саносом как одну из хронологических вех возрождения восточно-христианской культуры в Алеппо в XVII веке. Исследователь Керам Кевонян даёт ходже Петику следующую оценку: «Эту значительную личность можно сравнить с величайшими ходжами Новой Джульфы и, если бы не его набожность, более чем столетие спустя, с ходжой Вазидом, держателем монополии в Бенгалии».

## Свидетельства современников
Симеон Лехаци, посетивший Алеппо в 1617 году, писал: «Сей Петик был знатным и видным человеком, ибо разъезжал, как паша, [в сопровождении] тридцати-сорока ясахчи, имел янычар и сипахов. Сказали, что он имеет двадцать четыре взятых на откуп дела; комрук, мухтесибство, субашество, ханы, бани и всё остальное находится в его руках». Ходжа Петик, как было принято по обычаю, вместе с другими жителями города вышел навстречу паломникам из Иерусалима, среди которых был Лехаци: «Верхом на белой арабской лошади, в золочёной сбруе и седле, оправленных драгоценными каменьями и жемчугами, прибыл и ходжа Петик с двумя братьями; сверкали золото, каменья и переливчатая драгоценная парча. Его словно пашу сопровождали множество рабов и слуг, всадников и янычар. Приблизившись [к нам], он сошёл с лошади, пал к ногам католикоса и приветствовал его. <…> В тот день ходжа Петик устроил большое пиршество, и [все] веселились до самого вечера». Историк Элиз Семерджян замечает, что публичное ношение Петиком описанных Лехаци предметов шло вразрез с сумптуарными законами Османской империи, которые запрещали немусульманам носить подобную роскошную одежду, оставляя такую снисходительность лишь для мусульман.
В одном из своих писем Пьетро делла Валле отзывается о том же брате так: «Ходжа Петик очень важен и уважаем среди них [армянских господ-христиан из Джульфы]; это не только означает, что он добрый христианин и хороший друг, как он всегда свидетельствовал, народа франков; но то, что он настолько религиозен и благочестив, что [представляет собой] зеркало религиозности и восточного христианства. Это заключается в том, что сколько бы сыновей не было у человека, он всё равно тратит всё своё [состояние] на возведение церквей и украшений [их] стен, серебряные кресты, кубки и прочие необходимые вещи. И в этой новой исфаханской Джульфе, куда их вынудили переселиться после того, как царь разрушил древнюю армянскую Джульфу, которая находилась на границе с Турцией на реке Араксе, из десяти церквей одну полностью построил и содержит на свои деньги ходжа Петик, и ещё в одну он внёс бо́льшую часть средств, хоть [её постройка] и приписывается именам других [людей]. А [ещё] он помогал и помогает ежедневно созданию бесчисленных предметов искусства в окрестных виллах. Но я не хочу умолчать о другом проявлении его доброты. В прошедших в Армении и Грузии войнах, когда [жизни] многих тысяч христиан были перевёрнуты вверх дном, и они сделались рабами, он, из любви Божьей, за собственные средства выкупил [из рабства] и освободил более четырёх тысяч человек, усердно разыскивая их даже в дальних странах — [он вернул] сыновей отцам, жён мужьям и родственников родственникам так, чтобы они не потерялись. И чтобы сделать это, не имея наличных денег в достаточном количестве и не имея возможности быстро продать имевшиеся у него шелка́, он одолжил их у ширванского хана, который также был сыном армянина-христианина, отдав тому в залог шелка и то, что было у него в собственности. Это настоящее милосердие, я не знаю, можно ли сделать больше этого».
Армянский хронист XVII века Акоп Карнеци описывает эпизод о том, как ходжа Санос, «благочестивый человек из Алеппо», получив приказ от султана Мурада и его великого визиря Хюсрева-паши, в 1629 году отправился в Эрзурум (родной город самого Карнеци), где принял обязанности главного таможенника. Там он стремительно завоевал признание всех пашей и исполнял свои обязанности вплоть до своей смерти. По словам Карнеци, ходже Саносу «удалось обеспечить султану доход в 100 000 курушей, в дополнение к суммам, которые он давал пашам и нуждающимся», и, помимо этого, он «совершил столько благих дел», сколько «одному Богу известно; например, он организовал освобождение 1000 рабов».

### Комментарии
1. ↑  Ходжа́ — почётный титул, распространённый в своё время среди армянских купцов из Ирана[10].
2. ↑  Челеби́ — распространённый среди османских армян титул, примерно схожий с титулом ходжи[10].
3. ↑  Перевод с тур. — «черноглазый»[22].
4. ↑  Согласно Семерджян, эта дата является неточной[8].
5. ↑  4 мая 1639 года.
6. ↑  Армянский скрипторий существовал в городе ещё с середины XIV века, а многие его художники приглашались из Армении, Киликии и Европы на деньги купцов[64].
7. ↑  Ясахчи (тур.) — стражник, сборщик податей[66].
8. ↑  Комрук (тур.) — таможенные пошлины[67].
9. ↑  Мухтесиб (араб.) — градоначальник; лицо, обязанное контролировать цены, правильность мер и весов[67].
10. ↑  Делла Валле передаёт его имя как Chogia Abedik.
11. ↑  Карнеци́ — арм. «из Карина» (Эрзурума).